# Eustache Gault
Pour les articles homonymes, voir Gault.
Eustache Gault, fils de Jacques Gault et de Marguerite Poitevin, naquit le 14 août 1591 à Tours. Il fut nommé évêque de Marseille mais mourut le 13 mars 1640 avant d’avoir pu se rendre à son évêché.
Eustache Gault était le frère aîné de Jean-Baptiste qui lui succéda comme évêque de Marseille. Ils étudièrent les lettres à Lyon, la philosophie à La Flèche, la théologie à Paris puis terminèrent leurs études à Rome. Ils entrèrent ensemble à l’Oratoire de Tours. Eustache devint supérieur de la maison de Troyes puis fut envoyé en Espagne. Après son retour, Henri d'Escoubleau de Sourdis, archevêque de Bordeaux le choisit comme vicaire général. Malade, il rentre à Tours puis retourne à Bordeaux où il retrouve son frère curé de Sainte-Eulalie (Gironde). Nommé évêque de Marseille en mars 1639, il hésite à accepter cette nomination mais finit par donner son accord car son frère lui promet de le suivre comme vicaire général. Après un voyage à Paris et à Tours, il retourne à Bordeaux, mais, de nouveau malade des poumons, il est reçu chez l’évêque de Bazas où il meurt le 13 mars 1640 quelques jours seulement après avoir reçu ses bulles. Il est enterré à Bazas mais son frère nommé à sa succession comme évêque de Marseille, emporte son cœur pour le faire inhumer à la cathédrale de la Major.